# アマクサシダ
アマクサシダ Pteris dispar Kunze は、イノモトソウ科のシダ類。側羽片の両側の切れ込みがひどく不対称で、基部側に強く発達するのが特徴である。

## 特徴
常緑性の多年生草本。根茎は短くて斜めに立ち、褐色で線形の鱗片が一面につき、この鱗片は葉柄の基部にまで広がる。葉柄は長さ20-35cm、赤褐色で光沢があり、断面は三角状。葉身は2回羽状深裂で。全体としては広披針形から長楕円形をなし、長さ20-40cm。葉質は紙質で薄くて硬く、中軸は赤褐色で光沢がある。
頂羽片は先端近くまで細かく羽状に深裂し、とても長く、長さは時に25cmにもなる。側羽片は3-6対あり、羽状に深裂～全裂する。羽片の基部側の裂片が先端側のそれより明らかに長い。裂片の長さは基部側の側羽片の方が長く、先端側のものはより短い。先端側の裂片が全くない場合もある。また、最下の側羽片の基部側の一番根本の裂片は発達して羽状深裂した小羽片となることが多い。胞子嚢のない裂片や先端部には鋭くて小さな鋸歯が並ぶ。
和名は天草羊歯であり、熊本県天草島産の由である。中国語では「半片旗」と言い、これは側羽片の裂片が左右不対照であるという本種の特徴に基づく。ちなみに学名の種小名は「釣り合いの取れない」の意である由。

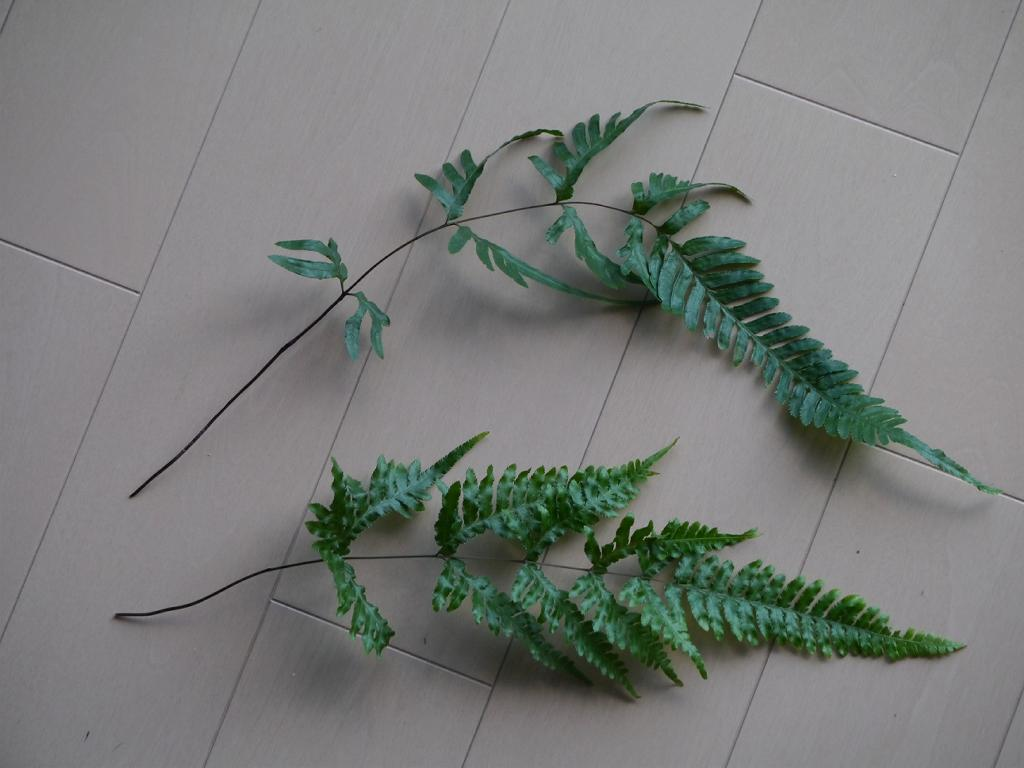
葉の形 上が栄養葉・下が胞子葉
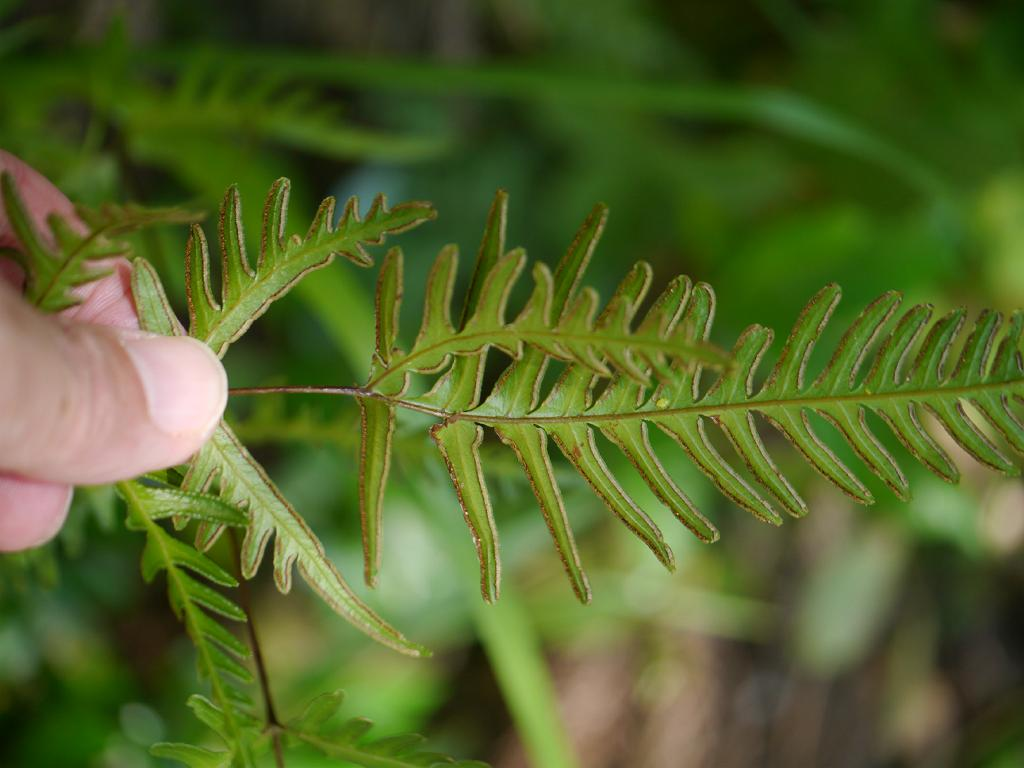
葉裏・胞子嚢群を示す

## 分布
日本では本州、四国、九州、琉球列島にあり、国外では中国、朝鮮、台湾に産する。本州では関東地方以西に分布するが、日本海側には産しない。
本州から九州には4倍体、南西諸島には2倍体が分布する。琉球列島では本種は有性生殖が行われるので、集団間での分化がほとんど見られないとのこと。

## 生育環境
山際から人里周辺までの日当たりのいい場所にあり、比較的普通に見られる。やや乾燥した日当たりのいい場所から日陰まで見られる。

## 近似種など
同属では側羽片が深裂するものにハチジョウシダ類などがあるが、強く非対称な側羽片の形が独特で、この点では日本本土では他に似たものがない。オオアマクサシダ P. semipinata は屋久島以南にあり、本種に似ているが、側羽片の先端側に裂片が全くない。

## 保護の状況
環境省のレッドデータブックでは取り上げられていない。分布北限域では取り上げている県がある。特に茨城県・埼玉県・山口県で絶滅危惧I類に指定されており、また東京都と長野県では野外絶滅とされている。